# Distretto di Dinajpur
Il distretto di Dinajpur è un distretto del Bangladesh situato nella divisione di Rangpur. Si estende su una superficie di 3.444,30 km² e conta una popolazione di 2.990.128 abitanti (censimento 2011).

## Suddivisioni amministrative
Il distretto si suddivide nei seguenti sottodistretti (upazila):
- Biral
- Birampur
- Birganj
- Bochaganj
- Chirirbandar
- Dinajpur Sadar
- Ghoraghat
- Hakimpur
- Kaharole
- Khansama
- Nawabganj
- Parbatipur
- Phulbari